# Igor Morozov
Igor Morozov (ros. Игор Морозов, Igor Morozow; ur. 27 maja 1989 w Tallinnie) – estoński piłkarz występujący na pozycji obrońcy w węgierskim Debreczynie. W reprezentacji Estonii zadebiutował w 2008 roku. Do tej pory rozegrał w niej 29 spotkań (stan na 28.11.2016).

## Kariera klubowa

### Polonia Warszawa
15 stycznia 2013 r. Morozov podpisał dwuletni kontrakt z Polonią Warszawa z możliwością jego przedłużenia o kolejne pół roku. 4 lipca 2013 roku Izba ds. Rozwiązywania Sporów Sportowych rozwiązała umowę Estończyka z warszawskim zespołem. Powodem tych działań była niewypłacalność stołecznego klubu.

### Debreczyn
Od 5 lipca 2013 roku Morozov był zawodnikiem węgierskiego Debreczynu.

### Levadia Tallinn
Dnia 18 lutego 2016 zawodnik podpisał kontrakt z estońskim klubem Levadia Tallinn.